# 乌兰乌德站
乌兰乌德站（羅馬化：Ulan-udestantsiya）是位于俄罗斯布里亚特共和国乌兰乌德的一座火车站，属于东西伯利亚铁路局管辖的西伯利亚铁路，距离莫斯科雅罗斯拉夫尔站5609公里。该站也是蒙古纵贯铁路的北面终点，于1900年落成。
1. ↑  Железнодорожные станции СССР. Справочник. — М.: Транспорт, 1981